# Jakkiebak! Kippenkak!

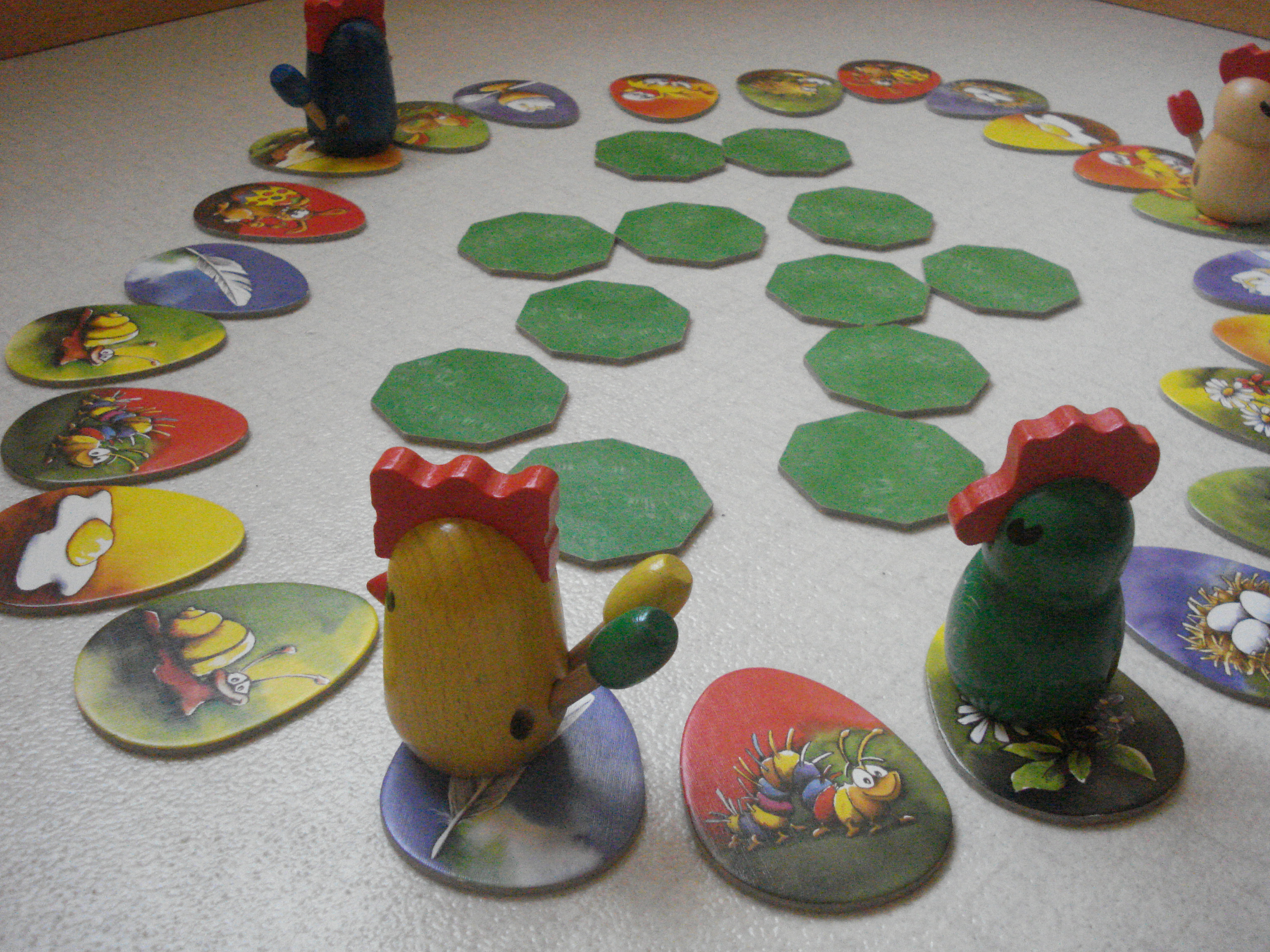
Zijaanzicht van het spel

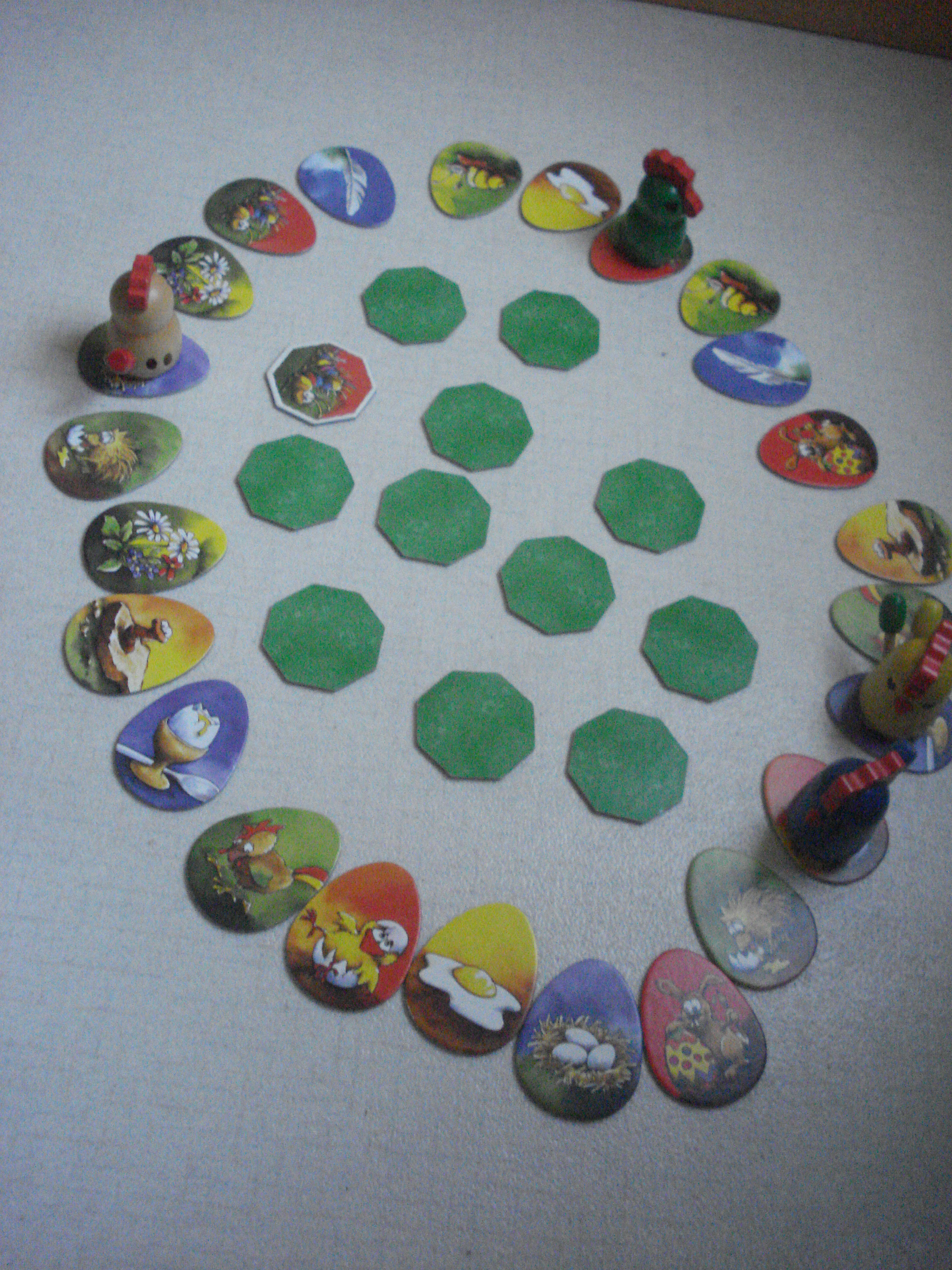
Bovenaanzicht van het spel

Jakkiebak! Kippenkak! is een gezelschapsspel voor twee tot en met vier spelers vanaf vier jaar. Het spel is bedacht door Klaus Zoch. En wordt uitgegeven door 999 Games. Het spel heeft elementen van Memory.

## Inhoud en voorbereiding
Het spel bestaat uit 24 eivormige looptegels met twaalf tekeningen van kippen, konijnen, egels, bloemen en andere dingen dingen te vinden in een kippenhok, twee tegels van elk ontwerp. Ook zijn er twaalf achthoekige scharreltegels met dezelfde illustraties. Deze achthoekige tegels worden geplaatst in het midden van de tafel, gezicht naar beneden. De eivormige looptegels worden vervolgens geschud en in een ring rond de achthoekige borden gelegd, tekening naar boven. Elke speler krijgt een speciaal gekleurde kip, die een staart van dezelfde kleur heeft. We plaatsen de kippen op de eivormige platen op een gelijke afstand van elkaar.

## Spelverloop en winnaar
De kippen bewegen zich met de klok mee.
De speler die aan de beurt is draait een achthoekige plaat uit het midden om. Hij laat deze duidelijk zien aan de medespelers. Als de tekening hetzelfde is als de tekening op het eivormig plaatje net voor de kip die aan de beurt is, dan verhuist de kip naar dat plaatje en de speler blijft aan de beurt. Als het een andere tekening is dan net voor de kip is zijn beurt voorbij.
Zo gauw een kip een andere heeft ingehaald, mag hij de kip inhalen. Dit doet hij door de tekening om te draaien die net na de ingehaalde kip ligt. Als hij de volgende kip heeft ingehaald, mag hij de staart van deze kip er uithalen en in zijn eigen kip steken. Hij blijft aan de beurt totdat hij een foute tekening heeft omgedraaid. Een kip mag met één sprong ook twee of zelfs drie kippen inhalen als deze direct achter elkaar staan. Kippen zonder staart mogen gewoon verder spelen en proberen de staarten van andere spelers af te nemen. Als men springt over een kip met 2 of meer staarten, mag hij beide staarten meenemen. Een kip heeft gewonnen als hij alle staarten in zijn bezit heeft.

## Internationale uitgaven
| Land      | Naam                    | Uitgever         |
| --------- | ----------------------- | ---------------- |
| Duitsland | Zicke Zacke Hühnerkacke | Zoch Verlag      |
| Engeland  | Chicken Cha Cha Cha     | Rio Grande Games |
| Frankrijk | Pique Plume             | Gigamic          |
| Spanje    | Cocorico Cocoricó       | Devir            |
| Finland   | Kanaset                 | Tactic           |
| Hongarije | Csupa Csupasz Tyúkeszű  | Piatnik          |